# Rodion Cămătaru
Rodion Gorun Cămătaru (Strehaia,  1958. június 22. –) aranycipős, román válogatott labdarúgó.

## Pályája
Strehaián (Mehedinți megye) született 1958-ban. 1974-ben debütált az első osztályban (Divizia A) játszó Universitatea Craiova csapatnál. Itt 12 szezont játszott, és kétszer volt román bajnok a csapattal, továbbá négyszer volt kupagyőztes.
1986-ban a bukaresti Dinamo csapathoz igazolt. 1987-ben európai Aranycipő díjjal tüntették ki.
1989-től Belgiumban és Hollandiában játszott. 1990-ben a VB-keret tagja volt. 1993-ban vonult vissza.